# 電卓

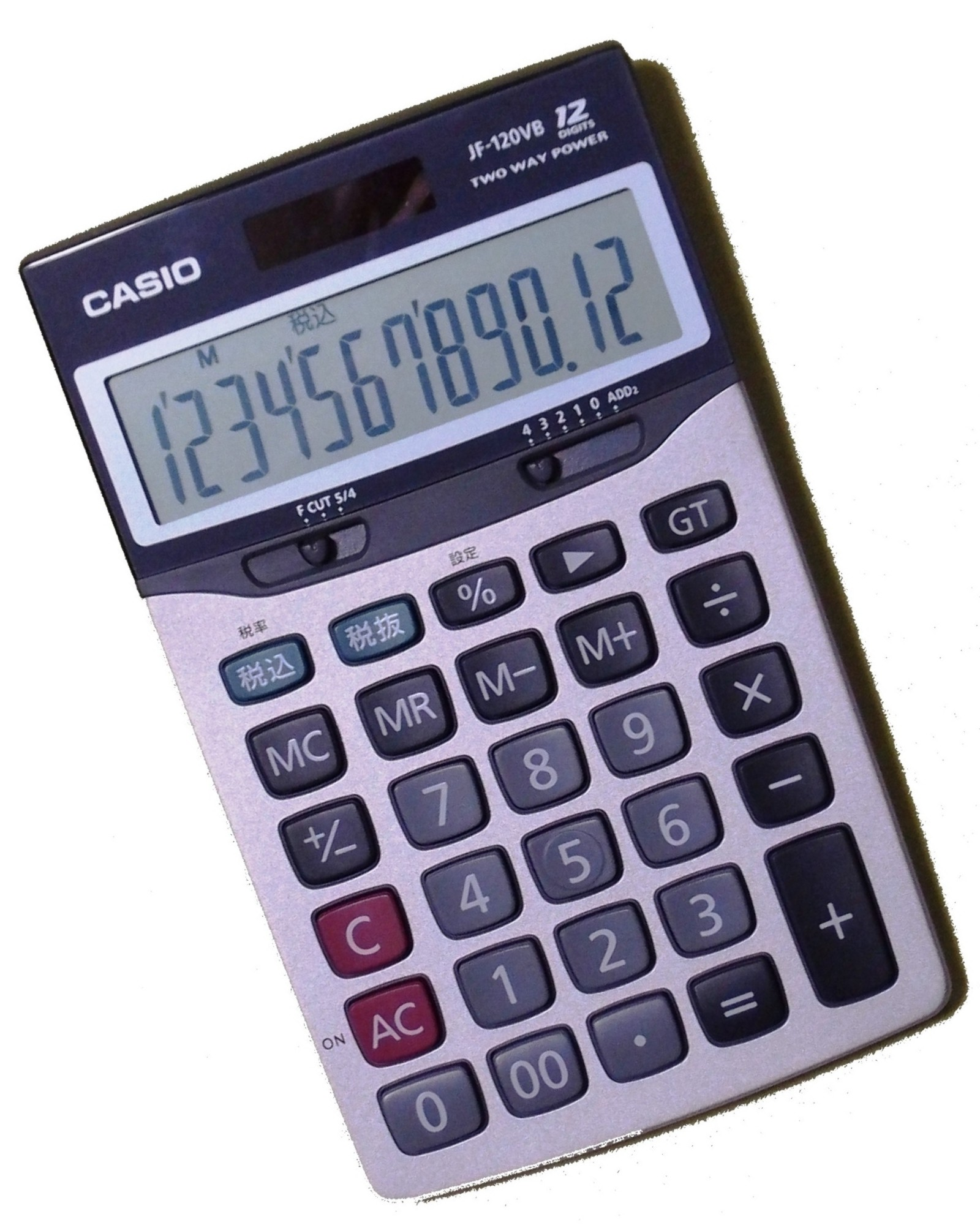
一般的に使用される実務電卓の例（カシオ）。

電卓（でんたく）は、電子式卓上計算機また電子式卓上加算機の略であり、加減乗除の四則演算を中心とする比較的簡単な計算を内蔵された電子回路で行う小型計算機である。JISの用語では、1979年のJIS B 0117で電卓の呼称が標準化した。世界初の電卓は1963年につくられたANITA。
カード型のものが現れたり、また「電卓」という名前のソフトウェアがパソコンや携帯電話に搭載されるなどしたりして、現在では必ずしも卓上ではなくなっている。消費税の導入後には消費税の計算を簡単にワンタッチでできる機能なども付加されるようになった。

## 種類

### 普通電卓

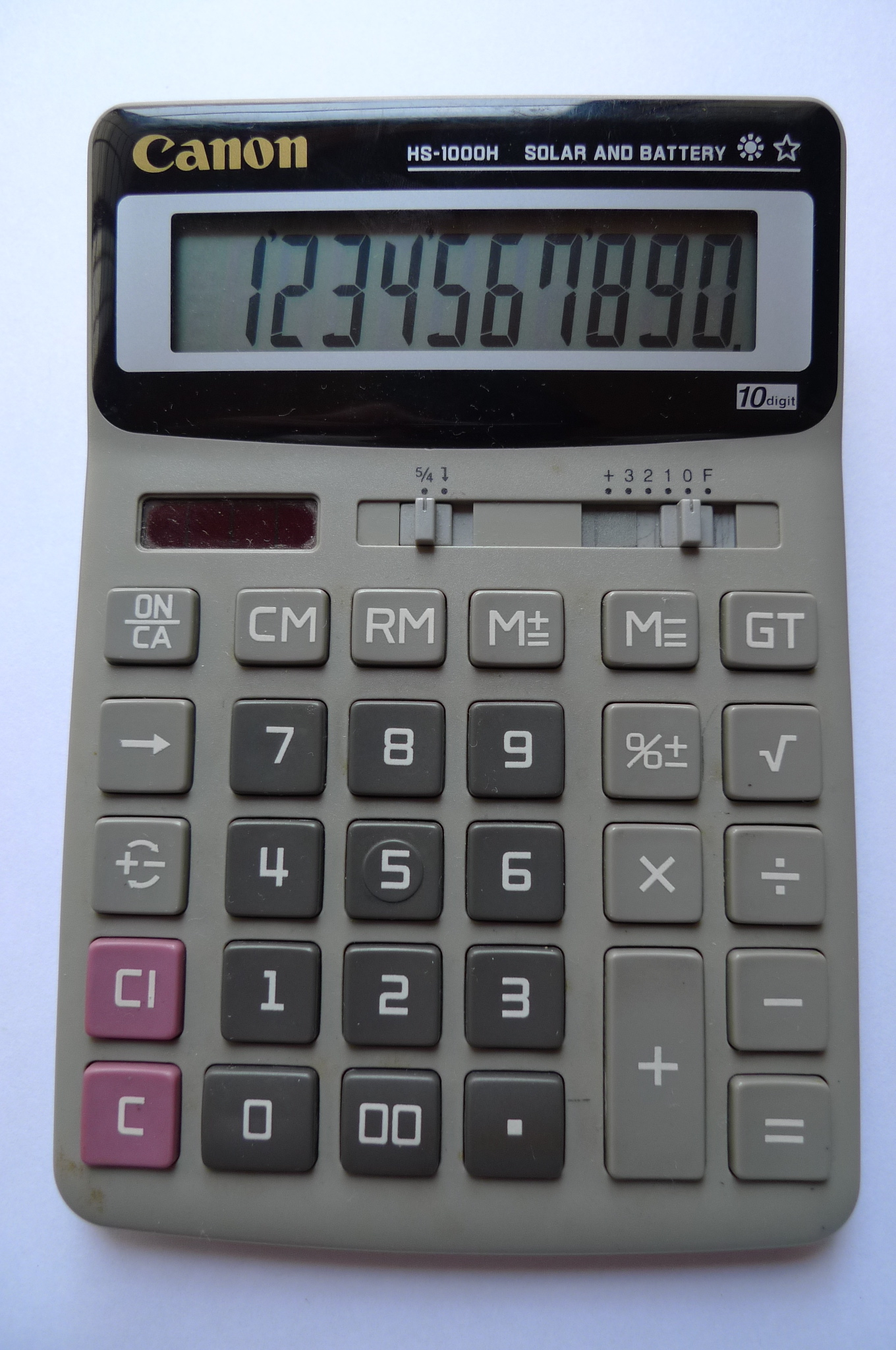
キヤノンHS-1000H

四則演算や百分率の計算ができる電卓。一般に使われている電卓の多くはこれである。8桁以上の計算ができる機種が多い。ルートキーのある機種とない機種に分かれる。また税抜キーや税込キー(一部の機種では税率キー)があるものもある。たとえば日本（消費税率：10%）の電卓の場合、数字を入力して税抜キーを押すと1.1で割った値が表示される。同じように税込キーを押すと1.1を掛けた値が表示される。将来の消費税率の変更に備え、税率設定が変更できるようになっているものが多い。時間計算（60進法の計算）や商売計算（原価、売価、利益率のうち2つから残る1つの値を求める）、通貨や単位の換算などができるものもある。大きさは手帳程度が一般的だが、中にはキーリングつきで数センチのものもある。
普通電卓の派生として以下の電卓がある。

#### テンキー電卓

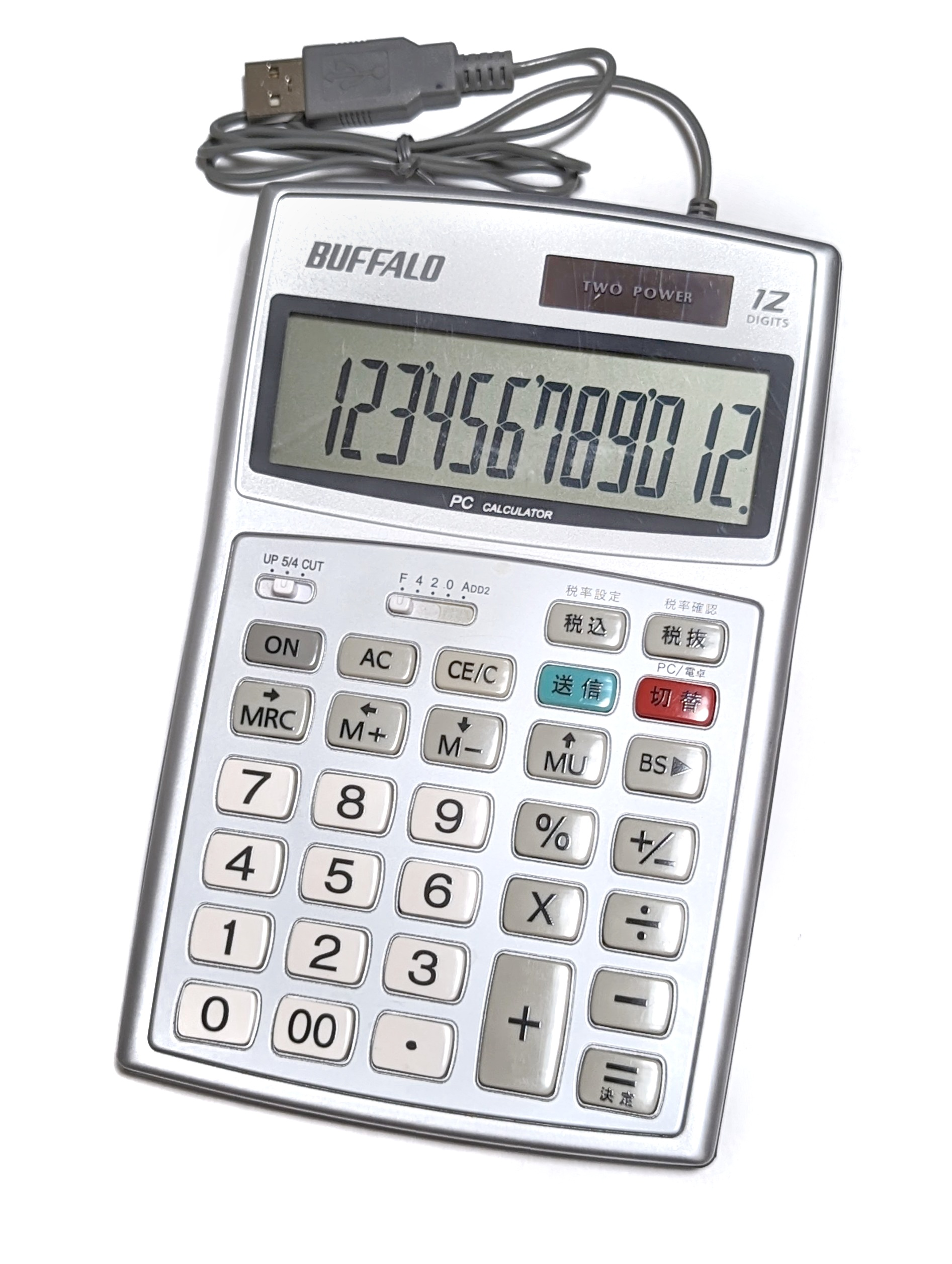
テンキー電卓の例 BUFFALO BTK-UD01

外見は通常の電卓とほとんど変わらないが、USBケーブルでPCに繋げることでテンキーとしても使用できる。また、電卓モードとテンキーモードを切り替えながら使うことで、計算結果をPCへ送信もできる。この分野では多様な商品が発売されている。ポケットに入るような小型なもの、通常のテンキーのサイズのもの、卓上型電卓くらい大きいもの。さらには、付加機能として、ワイヤレスで接続できるタイプや、トラックボール機能を搭載し電卓、テンキー、マウスの1台3役の機能を持つものなどがある。√ キーのない機種が多い。

#### 算数学習用電卓(分数電卓)
小学校の算数の授業で用いることを目的に、他の電卓では関数電卓などにしか見られない有理数の機能などを持っており、余りのある除算や分数の加減乗除、約分や仮分数と帯分数の相互変換などを行える。円周率キーを備える機種では、同キーには普通、小学校の算数で用いられる3.14がプリセットされている。日本国内ではAZ-90Jが生産終了となったのを最後に販売されていない。
アメリカでは同様の機能を持つ電卓がFraction Calculatorの名称で販売されており、現行モデルは表示部が7セグメントではなくドットマトリクスとなっている。中国では一時期同様の機能を持つ電卓が教科書に例示されていたことから、現在も複数のメーカーが7セグメントタイプやドットマトリクスタイプの小学生計算器を販売している。

#### 計算ドリル内蔵電卓

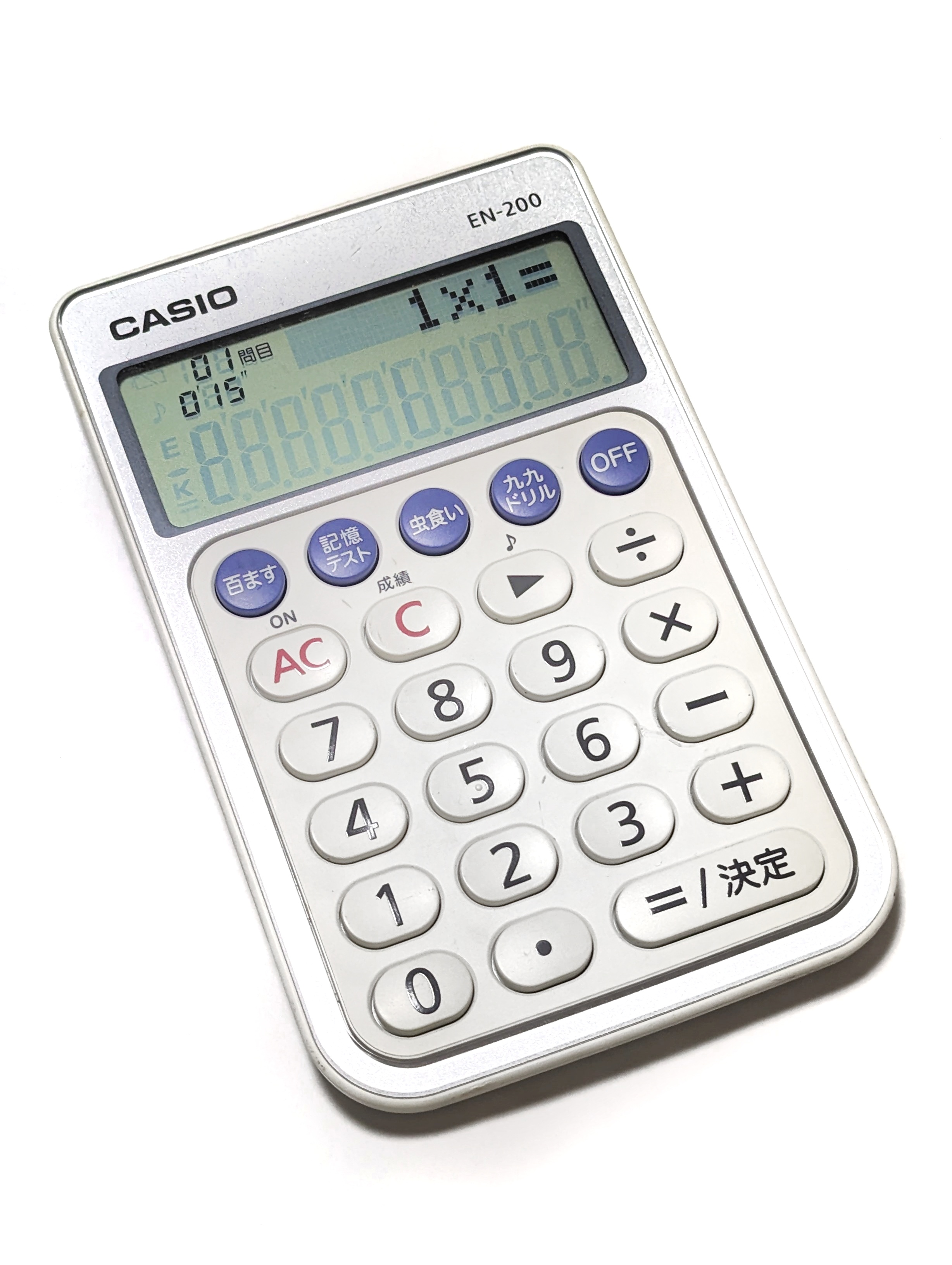
計算ドリル内蔵電卓の例 CASIO EN-200

一般の電卓は計算式を入力すれば自動で答えが計算されるが、計算ドリル内蔵電卓では計算ドリルモードにすると自動で計算式が表示され、暗算によって計算し、答えを電卓に入力しなければならない。携帯ゲームの一種とも言える。いわゆる百ます計算に対応している機種、脳年齢が測定できる機種なども存在する。

### 事務用電卓

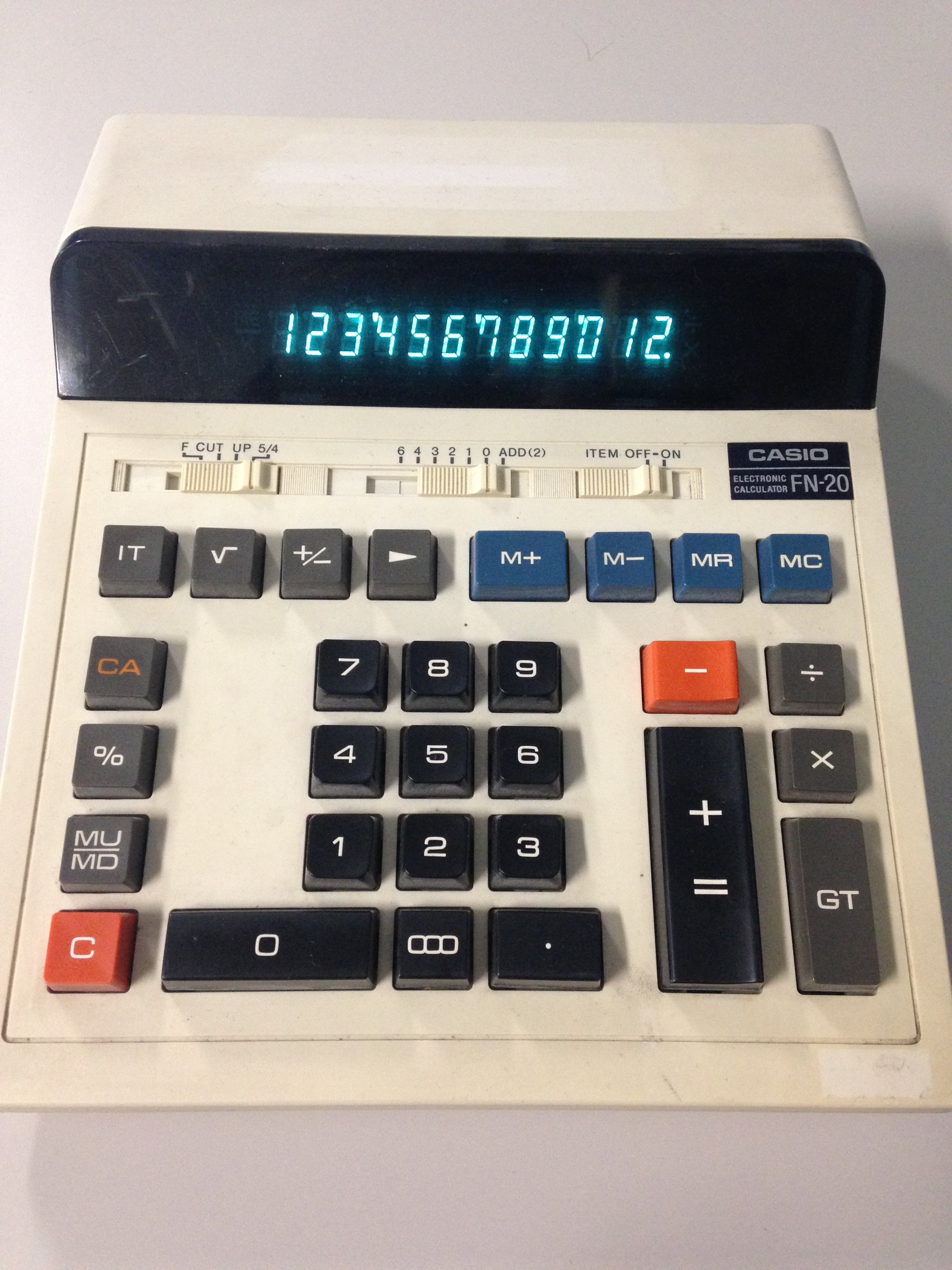
加算器方式を採用した事務用電卓の例　カシオFN-20。この機種は表示部分に蛍光表示管を採用している。

現代では「実務電卓」と言う名称の方が一般的である。大量の事務計算を素早く正確に行うことを目的とした電卓であった。普通電卓が事務電卓の機能を取り込んできたため、現在では普通電卓との区別は明確ではなくなっている。
表示桁数は10桁から12桁程度のものが多い。数字入力の効率化のため 00000 キーがあったり、+ キーが大型であったり、その他のキーや表示も大きくなっている。伝票計算などで確認がしやすいように、1度目の計算の際に入力値を保存しておき、2度目の計算の時に保持している値と入力中の値に食い違いがないかを比較してくれる機種もある。普通電卓と同じく時間計算や商売計算に対応したもの、入力した値や計算結果を紙に印字するプリンターを内蔵したものもある。
事務用電卓の一部に見られる加算器方式について説明する（「加算器方式」はカシオの用語で、シャープは「加算機方式」・キヤノンは「加算式」。なお、キヤノンではこれに対し通常の方式を「算式」としている）。加算器方式では = キーの代わりに +=、-= キーがあり、加算の場合は += キーを加数の後に入力し、減算の場合は -= キーを減数の後に入力する。3-2+6を計算するとき、通常の電卓では3 - 2 + 6 = と入力するが、加算器方式の電卓では3 += 2 -= 6 += と入力する。乗算、除算の場合は通常の電卓と同じく ×、÷ キーを乗数または除数の前に入力し、= キーの代わりに += キーを入力する。7×8÷2を加算器方式の電卓で計算する場合は、7 × 8 ÷ 2 += と入力する。これは機械式キャッシュレジスターなどとして、電子化以前の時代に普及した adding machine の操作法や動作を模したものであり、電卓としてもこちらのほうが内部的に単純であることから以前にはよく見られた。

### 関数電卓

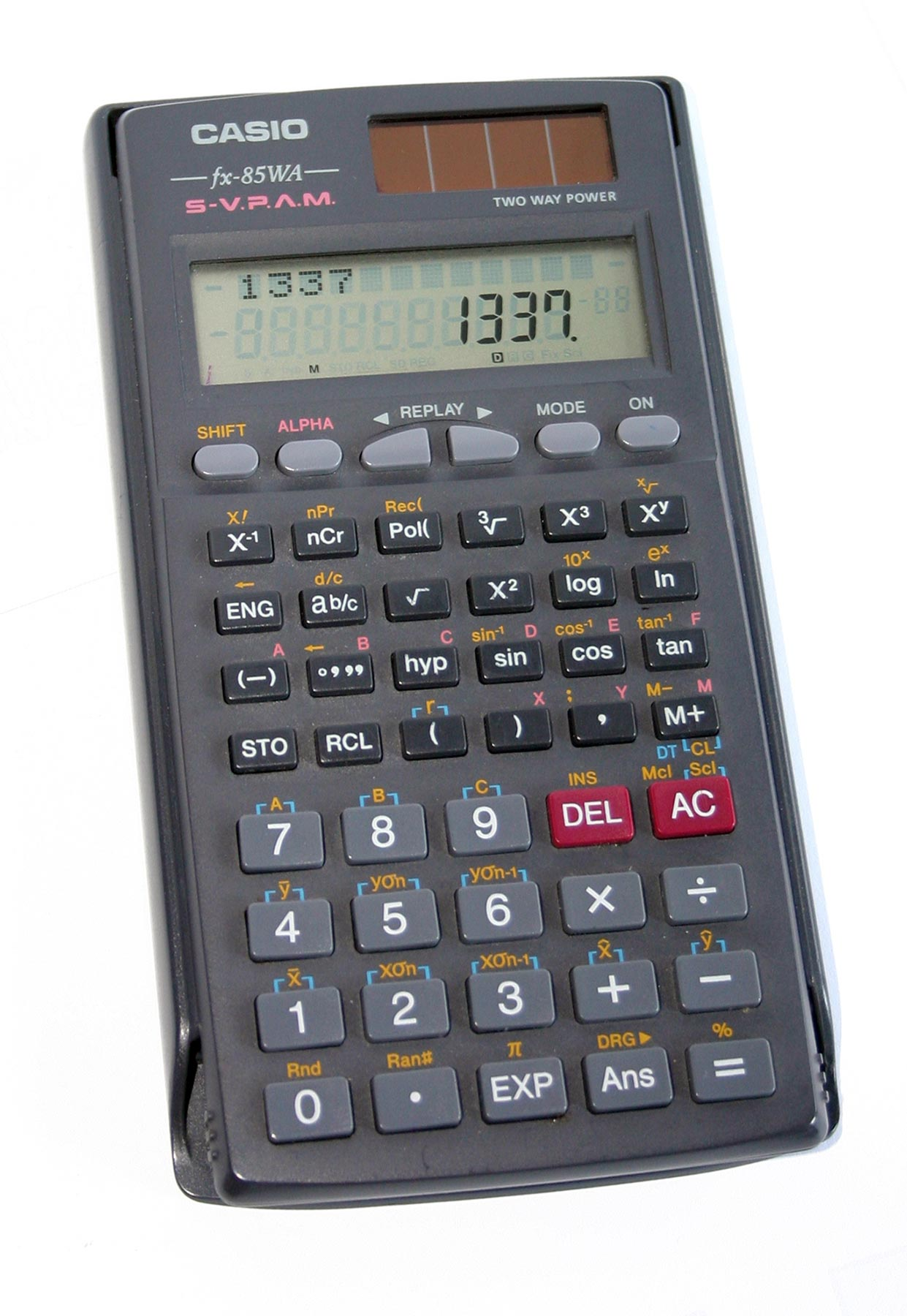
関数電卓の例　カシオFX-85WA

関数電卓は三角関数、対数など、主に科学・工学系の技術分野で必要な計算機能のある電卓。関数電卓の登場によって計算尺が駆逐され、またたいていの計算では数表を繰る必要もなくなった。数学関数以外にも統計、2, 8, 16進の換算、60進計算（角度の分秒の処理及び小数表現との換算）、有理数計算などの機能を持つものが多い。通常の電卓と違い、数値が指数部を持っており、括弧の処理ができ、加減算より乗除算を優先する。表示桁以上の精度で計算し結果が丸められて表示されるため、機種によっては 1÷3×3 のように計算途中で誤差が発生する計算が表示上正しく表示される。簡易プログラム機能を有するものや、紙に書くような数式で表示されるものや、グラフ表示が可能なものもある。今日では主に教育現場で用いられているが、土木・測量向けに防水・防塵・耐衝撃構造としたものもある。近年では、前述の学習用電卓のように、余りのある除算や分数の加減乗除、約分や仮分数と帯分数の相互変換などを行える機種もある。

### 金融電卓

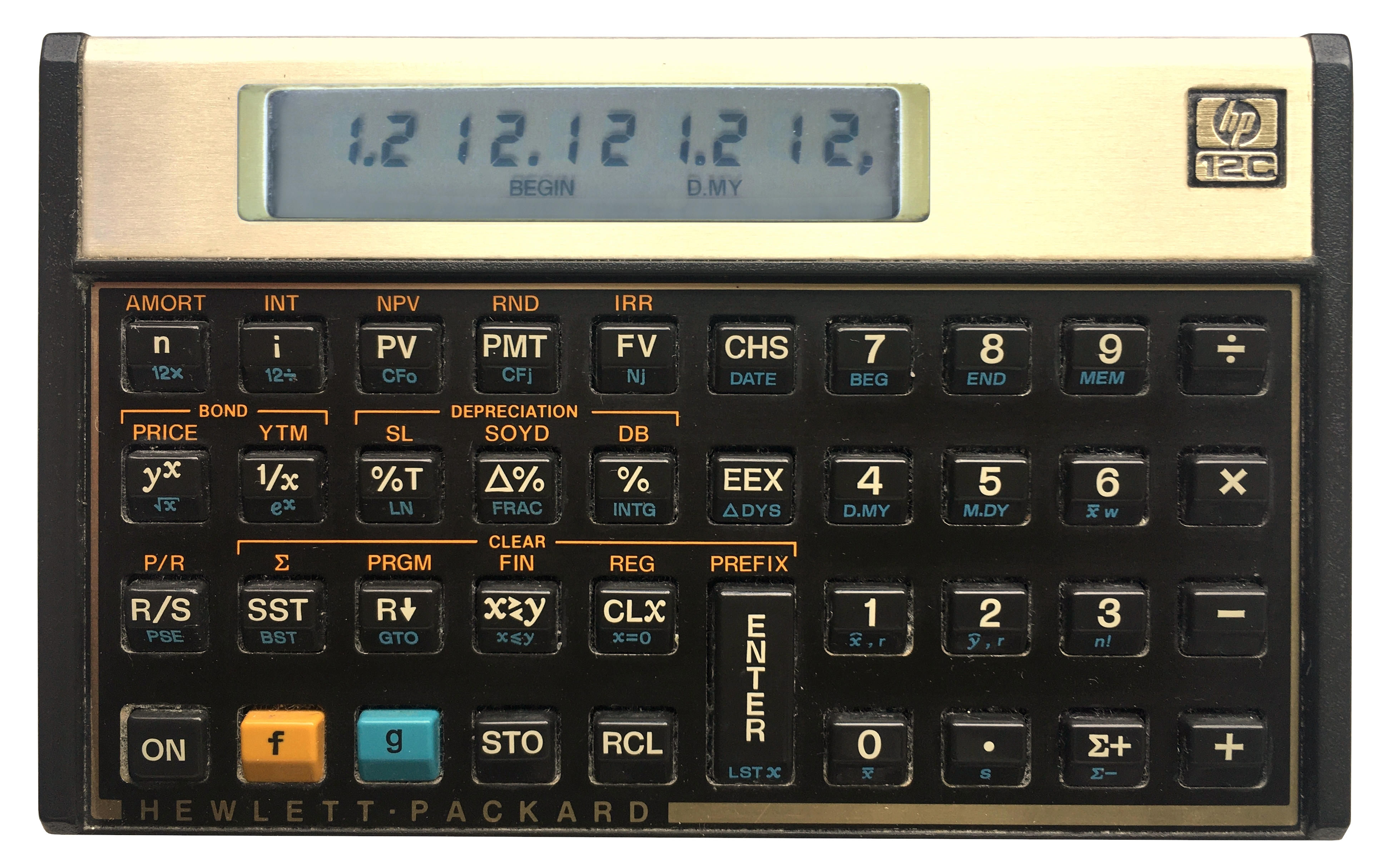
金融電卓の代表例　HP 12C

1973年に登場した HP-80 が最初の金融電卓と思われる。1972年に発売された世界最初のポケットに入る関数電卓 HP-35 の派生製品と思われる。
現在、欧米ではTVM（Time Value of Money : 貨幣の時間的価値）に基づいた高度な金融電卓が主流である。HP 12c シリーズ と BA II Plus シリーズ がその代表的存在である。
一方、日本では質問に答えるだけで計算できる金融電卓が主流である。

### プログラム電卓
プログラミング可能な電卓のことである。
関数電卓を発展させたものとよく誤解されるが、世界最初の関数電卓 HP 9100A（1968年）はプログラミング可能であった。つまり、プログラミング可能な関数電卓の方が普通の関数電卓よりも先に誕生している。
それ以前、1963年の オリベッティ・プログラマ101 は事務用電卓であり、四則演算、平方根、絶対値、小数部の取り出し程度のことしかできなかった。しかし、プログラミングが可能であった。
金融電卓のうち上位機種には、ある程度のプログラミングが可能なものもある。
プログラム関数電卓からさらにコンピュータ寄りに進化したものが、ポケットコンピュータである。

### グラフ電卓

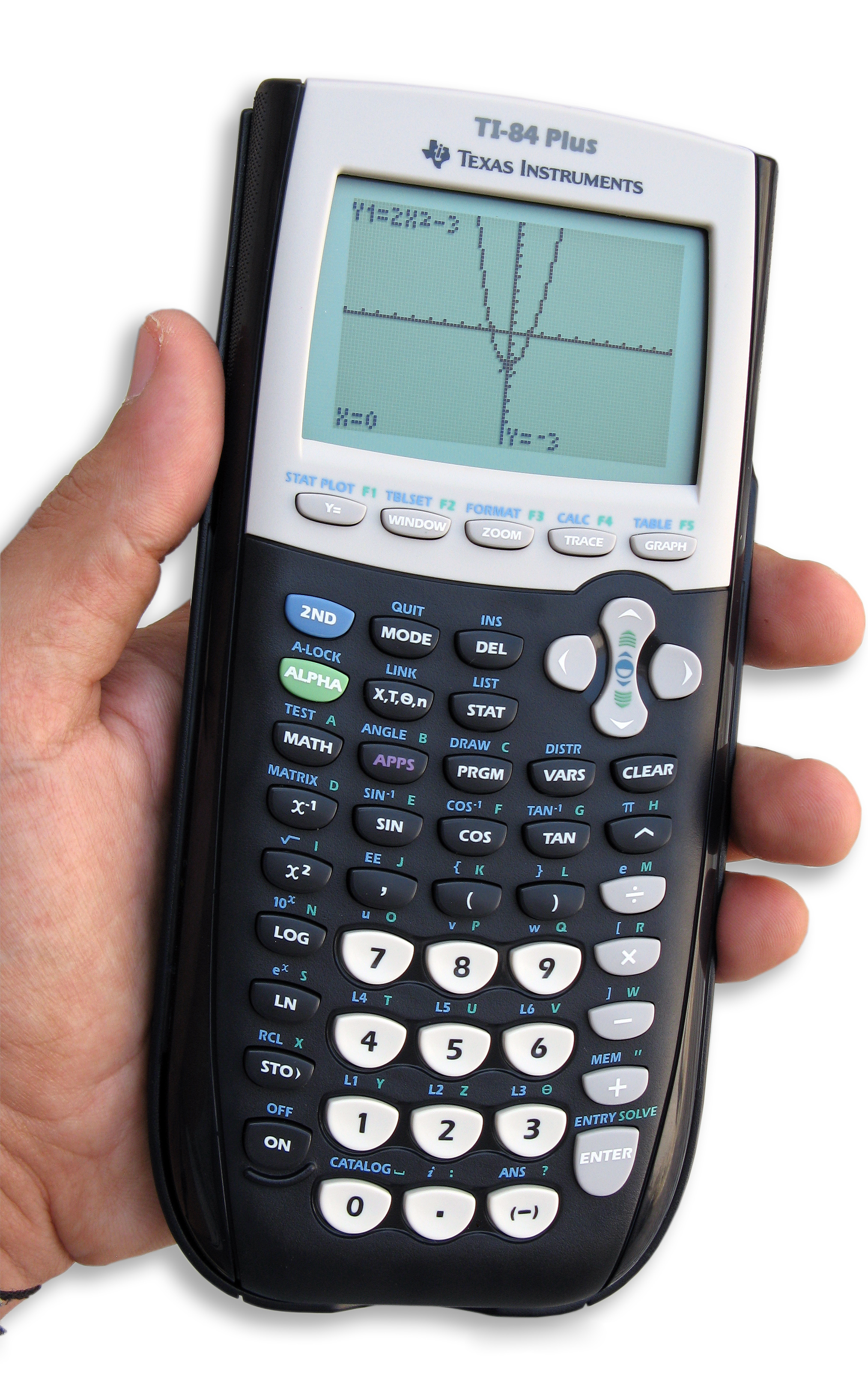
グラフ電卓の例　TI-84 Plus。この機種は数式処理システムを搭載していない。

関数電卓やプログラム電卓に数式処理やグラフ処理能力を加えたのがグラフ電卓である。関数電卓を電卓として更に進化させたものといえる。関数電卓・プログラム電卓の基本機能に加え、数式処理やグラフ描写などを行える（グラフ描写しか行えない機種も存在する）。数式処理システムにより因数分解や微積分などの数式を直接計算でき（他の電卓は数値的にしか処理できない。グラフ電卓では数値的にも解析的にも取り扱える）、プログラム機能では数式処理に用いる組み込み関数を用いて高度なプログラムを簡単に組み込める。入力もGUIから入力できるので初心者でも比較的簡単に扱え、CUI風の入力でも計算できるのでコマンドを暗記した上級者は更に簡単に扱える。しかも任意の精度で計算できる（計算精度を設定可能）。このため科学技術分野などの高度な数学的計算を行うことに優れている。多くの機種はPCに接続してプログラムやデータの通信が可能で、計測器からのデータ入力、カラー表示、外部メモリ（SDメモリーカードなど）、表示画面のビデオ出力やOHP投影、プリンタ出力などにも対応している機種もある。さらには近年、オペレーティングシステムを持つ電卓も販売されている。日本ではシャープ、カシオが製品を販売していたがシャープは撤退、カシオは海外向け製品を国内販売している程度である。おもにアメリカのテキサス・インスツルメンツなどが開発している。数式処理システムも参照のこと。

### 専門職別
カシオでは薬剤師・看護師・栄養士と、専門職ごとに異なった機能を有する機種を開発・販売している。
看護師向けには点滴タイマーの名称で、滴下計算機能等を有したタイマー付き電卓が各社から販売されている。

### 多機能電卓
計算機能に加え以下のような他の機能を加えた電卓。
- 辞典
- ゲーム
- 時計
- 電話帳
- ライター
- 占い
- ダイアラー
- 数取器（カウンター）

### その他の電卓

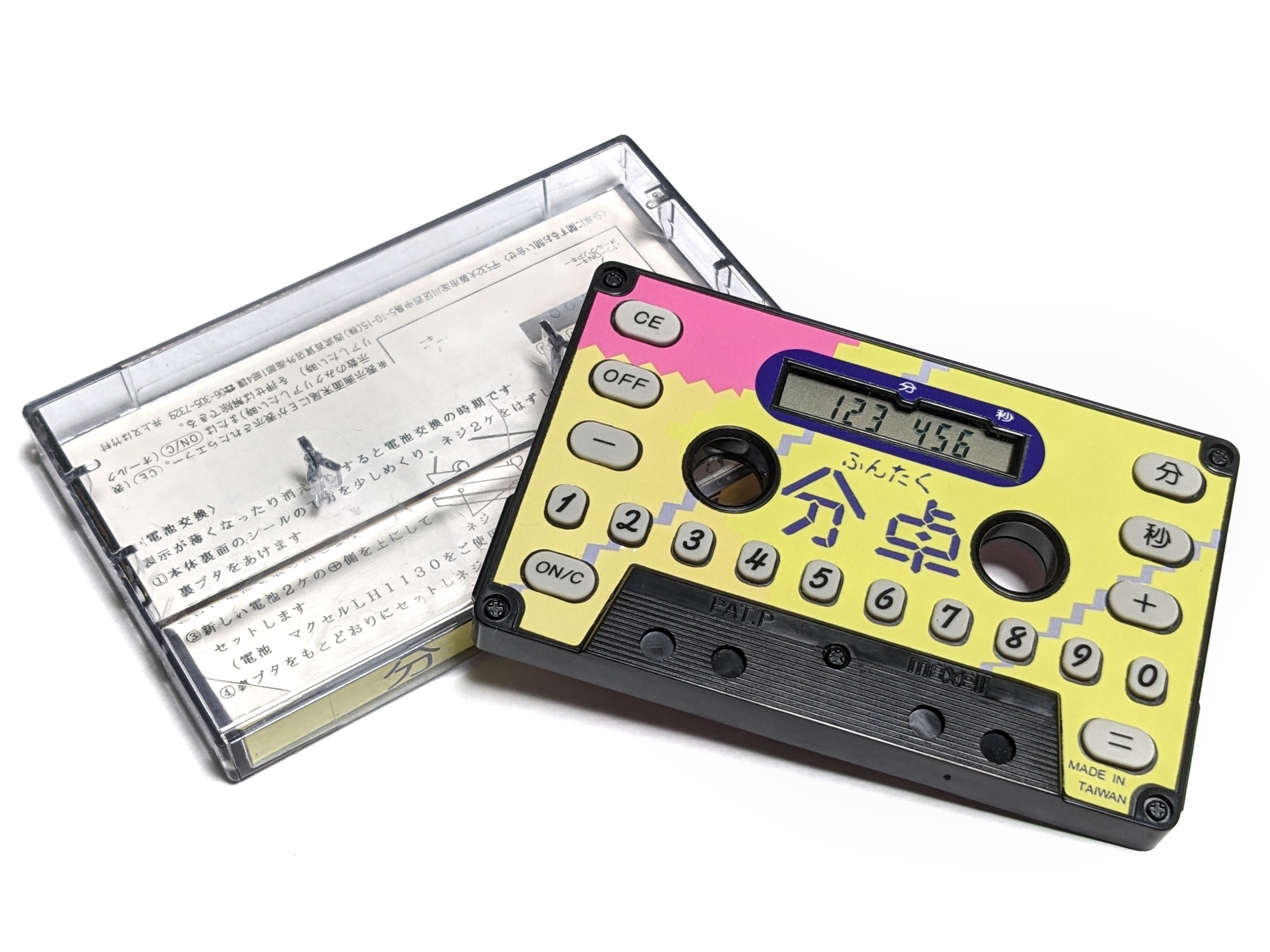
その他の電卓の例 マクセル 分卓（ふんたく）

その他にも時間を計算する電卓等がある。

## 構成

### 形状
電卓は長方形の形状をしていることが多く、縦長が基本だが、事務用の一部や折りたたみタイプ・カードタイプのものには横長のものも存在する。表示部に傾きが付いていることが多く、傾き角度を変えることができるものもある。
電卓はサイズの違いによりそれぞれ名称が付いているが、メーカーによって名称が異なる。
- デスクタイプ・デスクトップタイプ - 概ね縦210mm、横150mm以上。
- セミデスクトップタイプ - 概ね縦200mm、横135mm程度。
- ジャストタイプ・ナイスサイズ - 概ね縦180mm、横110mm程度。
- ミニジャストタイプ・ミニナイスサイズ - 概ね縦145mm、横105mm程度。
- 手帳タイプ・ハンディタイプ・ミニミニナイスサイズ - 概ね縦120mm、横70mm程度。このサイズから 00 キーはなくなり、また + キーも他のキーと同じ大きさになる事が多い。特に手帳型ケースの付属する機種を手帳タイプという。
- 折りたたみ手帳タイプ - 概ね縦110mm、横90mm程度（開いたときの大きさ）。
- カードタイプ - 概ね縦90mm、横60mm程度。特にクレジットカード大で、厚さが1mm前後のものをクレジットカードタイプともいう。

極端に小さいものでは、縦50mm程度で小判型のキーホルダーとなっている製品などもある。

### 操作部
ごく初期には、従来の加算機（機械式計算機#バロースの加算機を参照）などに合わせ、数字の桁ごとに10個の数字キーを並べたものもあったが、電卓以前のリレー式であるカシオ14-Aが既にテンキー式であることからわかるように技術的にはそのようにする理由はほとんどなく、もっぱらほぼ全てテンキー式である。
キー配列はセミデスクトップタイプ以上では横に6列、ジャストタイプ以下では横に5列としたものが多く、縦はどの大きさでも6段か5段としたものが多い。
また、基本的には同じメーカーのものであれば、操作性が大きく変わることは少ない。これは、機種により大きく変わるとユーザーが再度操作を覚えなおさなければならないためである。

#### テンキー
一般的にテンキーの配列にはいわゆる「プッシュホン配列」（左上から順に1、2、3）と「計算機配列」（中段のみがプッシュホンと同じで最上段最下段が入れ替わっている）があるが、電卓はもっぱら「計算機配列」である。

#### 演算子キー
四則演算の演算子キーの他、% などの演算キーがあるものもある。加算器方式の場合は = と +・- が独立しておらず、+= と -= キーがある。

#### その他の機能キー
- クリア
  - オールクリア: メモリ以外の全ての計算中の数値やモードをクリア
  - 置数クリア: 入力中の数値のみをクリア
  - （メーカーにより C と CE、あるいはカシオは AC と C としている）
  - （なお、CA やカシオ以外の AC はメモリも含めた全ての計算中の数値やモードをクリア）
- メモリ関係（計算用以外に1個、数値を記憶しておける）
  - MR (Memory Recall): 現在のメモリの値を呼び出す（シャープは RM）
  - MC (Memory Clear): メモリの値をクリア（シャープは CM）
  - M+ (Memory Plus): 表示中の値をメモリに足す（キヤノンは M+=）
  - M- (Memory Minus): 表示中の値をメモリから引く（キヤノンは M-=）
  - （メモリの呼び出し後に連続して押すとメモリクリアになる MRC ないしは RM/CMR・CM という複合キーの場合もある）
- GT (Grand Total): 総計。これまでの = を押した結果の総合計を表示する
- MU (Mark UP): マークアップキー。売価設定等ができる[11]

#### キーの配置
一般的にキーは右利き用に配置されているが、左利き用に配置された機種や、+ や = キーがテンキーの下段に配置された左右共用の機種も存在している。

#### 定数計算等
歴史的には操作性には細かい変更が重ねられてきたが、現在は基本的な操作はほぼ全機種が同じである。定数計算や百分率計算についてはカシオとそれ以外で少々異なる。カシオ機では演算子キー連打で定数モードに入り「K」シンボルが表示されるのに対し、他社の場合は通常の演算操作で「自動定数モード」になっている。以下の表ではカシオ、カシオ以外、他に参考としてHPの逆ポーランド記法順（RPN方式）での例を示す。
|                                | casio       | casio          | シャープなど | シャープなど | HP（RPN）           | HP（RPN） |
| 定数計算 2+3=5 6+3=9           | 3 + 2 = 6 = | K 3. K 5. K 9. | 2 + 3 = 6 =  | 5. 9.        | 3 ENTER 2 + CLx 6 + | 5. 0. 9.  |
| 百分率計算 500の5%増しを求める | 500 × 5 %+  | 525.           | 500 + 5 %    | 525.         | 500 ENTER 5 %+      | 525.      |

カシオ機では、定数とする方の値の入力後に +-×÷ のどれかの演算子キーを連続して押すと定数計算モードになり、「K」シンボルが表示される。その後、変化させる方の値を入力しては = を押すという操作を繰返すことができる。このモードでは、通常と演算対象の入力順序が逆に（先に入力した値が演算子の右に、後から入力するほうが演算子の左に）なるので、減算や除算では注意する必要がある。
他の多くの機種では、通常の計算結果を求める操作における = キーの押下により、自動定数モードとなり、その状態で、変化させる値を入力しては = を押すという操作を繰返すことができる。このとき、加・減・除算では演算子の右側（後から入力した値）が固定となり、演算子の左側（先に入力した値）を変える操作になるが、乗算だけは、演算子の左側（先に入力した値）を固定し演算子の右側（後から入力した値）が変化する。
RPN電卓（HP）では、定数計算モードは存在しないが、Tスタックを定数の保持に利用することにより、加数、減数、乗数、除数を再設定することなく、そのまま加算/減算/乗算/除算が可能である。なお、定数による減算/除算を行う場合は、x⇔y でXレジスタとYレジスタを入れ替えればよい。

### 表示部
古くはニキシー管から蛍光表示管やLEDとなり、現在では液晶ディスプレイ表示のものがほとんどとなっている。7セグメント方式のものが多いが、ドットマトリクス表示の製品もある。

### 電源
初期の電卓は商用電源であったが、数字表示がニキシー管から蛍光表示管や LED となり回路の集積回路化が進むことによって消費電力が減り、乾電池での動作が可能となった。その後、CMOS 型集積回路と液晶ディスプレイ表示の採用により劇的に消費電力を抑えることに成功し、本体の小型化に合わせて、使用する乾電池も単3型から単4型、ボタン型電池へと小型化された。さらには太陽電池の採用により、電池交換不要のものが殆ど占めている。一部の太陽電池方式電卓には、ボタン電池を内蔵したものがあり、低照度時の利用・次回使用時までのデータ保持を可能にしている。プリンター内蔵タイプでは、乾電池やAC電源が必要となる。

### エラー表示について
ここでは、普通電卓または事務用電卓という前提で記す。このような電卓でエラー表示（E）となる状況は、大きく次の3通りに分けられる。
- 計算結果の絶対値が表示桁数を超えたとき（算術オーバーフロー）
  - 表示桁数は8桁・10桁・12桁の3種類が一般的であるが、例えば8桁の場合、「99999999+1」（結果は100000000）のような計算がこれに当たる。この計算では画面上「E 1.0000000」のように表示されるが、これは計算結果の上位8桁（10桁電卓であれば上位10桁、12桁電卓であれば上位12桁）を表示し、小数点は一億の位（10桁電卓であれば百億の位、12桁電卓であれば一兆の位）を示している。
  - ちなみに8桁電卓を例にすると、通常の計算で結果が最大になるのは、「99999999×99999999」（結果は9999999800000001、画面は「E 99999998.」のように表示される）だが、「%」キーを使った除算の場合は例えば「÷0.0000001%」の計算を行うと実質1000000000（10億）を掛けたのと同じになるため、結果が10000000000000000（1京）以上になることが起こり得る。そうなった場合は「E 0.」の表示となる。
- ゼロ除算のとき
  - 数学的に定義できないため。画面には「E 0.」のように表示される。
- 負の数の平方根を計算したとき
  - 計算結果が実数でないため。この場合は画面には絶対値が等しい正の数の平方根に「E」を付した表示(例 -2の平方根を計算した場合は「E 1.4142135」)、機種によっては「E 0.」のように表示される。

なお、計算結果の絶対値が厳密な0ではないが表現可能な最小値より小さい値になった場合（アンダーフロー。8桁の場合の0.0000001未満の場合など）は0として扱われ、エラー表示はされない。

## 歴史

### 電卓の歴史における重要なトピック
電卓の歴史の中で重要な点に、以下がある。
- トランジスタからIC、ICからLSIへと至る半導体の発展の歴史と歩調を合わせる形で、電卓の発展が進行した。
- 特に、従来のメインフレームやミニコンピュータの主流がTTLやECLであったのに対し、後にパーソナルコンピュータで多用されるようになるMOS ICの需要を先導した。
- 同時に1960年代後半から1970年代前半にかけて、電卓戦争と呼ばれる激しい価格破壊と技術革新による競争が行われた。
- 従来は、軍事・宇宙産業の需要や高価なコンピュータ向けの需要が中心であったICに膨大な民需をもたらし、半導体産業を一段と発展させるとともに、日本の半導体技術の向上にも影響を与えた。
- 電卓戦争の過程で、世界初のマイクロプロセッサであるインテル 4004が誕生した。
- 液晶や太陽電池が本格的に商業的に実用化された（シャープ）。
- 電卓の発展がその後の電子辞書や携帯情報端末 (PDA) に代表される携帯情報機器へとつながった。
- 低価格化が進みコモディティ化により、100円ショップ等でも販売されるようになった。
- 携帯電話やスマートフォンのアプリケーションソフトウェアに組み込まれ、組み込み機能の一部になった。

1960年代に登場した電卓は重量が20-30kgもある大型のものもあったが、その後、演算を行う素子を当初の真空管からトランジスタを経て集積回路へと世代交代させ、また表示装置も蛍光管やニキシー管から液晶パネルに置き換えることで急速にコンパクト化していった。1970年代前半には重量1kg程度で電池駆動も可能な電卓が現れ、1980年代になると太陽電池で駆動可能なカードサイズ大の超小型・超薄型の電卓も現れる。この時期はちょうど半導体産業が発展していく時期とも重なっている。
また、部品を小型化・高集積化することはコストを下げる効果もある。初期には軍事用など特殊な用途にしか使えなかったものも、次第に企業の業務用にも使えるものになり、さらには一家に一台、個人に一個という具合に身近に利用することのできる道具となった。この循環は、コンピュータや現在のパソコンにも見られる大きな要素である。
当初は個別の電卓製品毎に専用の集積回路を設計、製造していたが、日本計算器販売（のちのビジコン）がプログラマブルな電卓の開発を企図し、その過程でインテルがはじめて製作したマイクロプロセッサである4004が生み出された。その後、同社のプロセッサはパーソナルコンピュータのCPUとして、世界に大きな影響を与えることになった。
4004を用いた電卓はCPU、読み書き可能メモリ、プログラムを格納するROM、入力部であるキー、出力部である表示装置（およびプリンター）からなり、その構成はコンピュータそのものである。マイクロプロセッサを用いた電卓は、電卓に特化した専用のハードウェアを用いるのではなく、ハードウェアは汎用のものを利用し、プログラム（ソフトウェア）によって計算機の機能を実現している点で従来の電卓とは異なる。
1971年に電卓市場に価格破壊をもたらしたTIのTMS-0105は、同様の構成をチップに集積したもので、マイクロコントローラの初期のものである。
この意味では、電卓はそれまでコンピュータに縁のなかった人々が初めて身近に手にしたコンピュータ製品であるという側面も持っている。

### 電卓以前

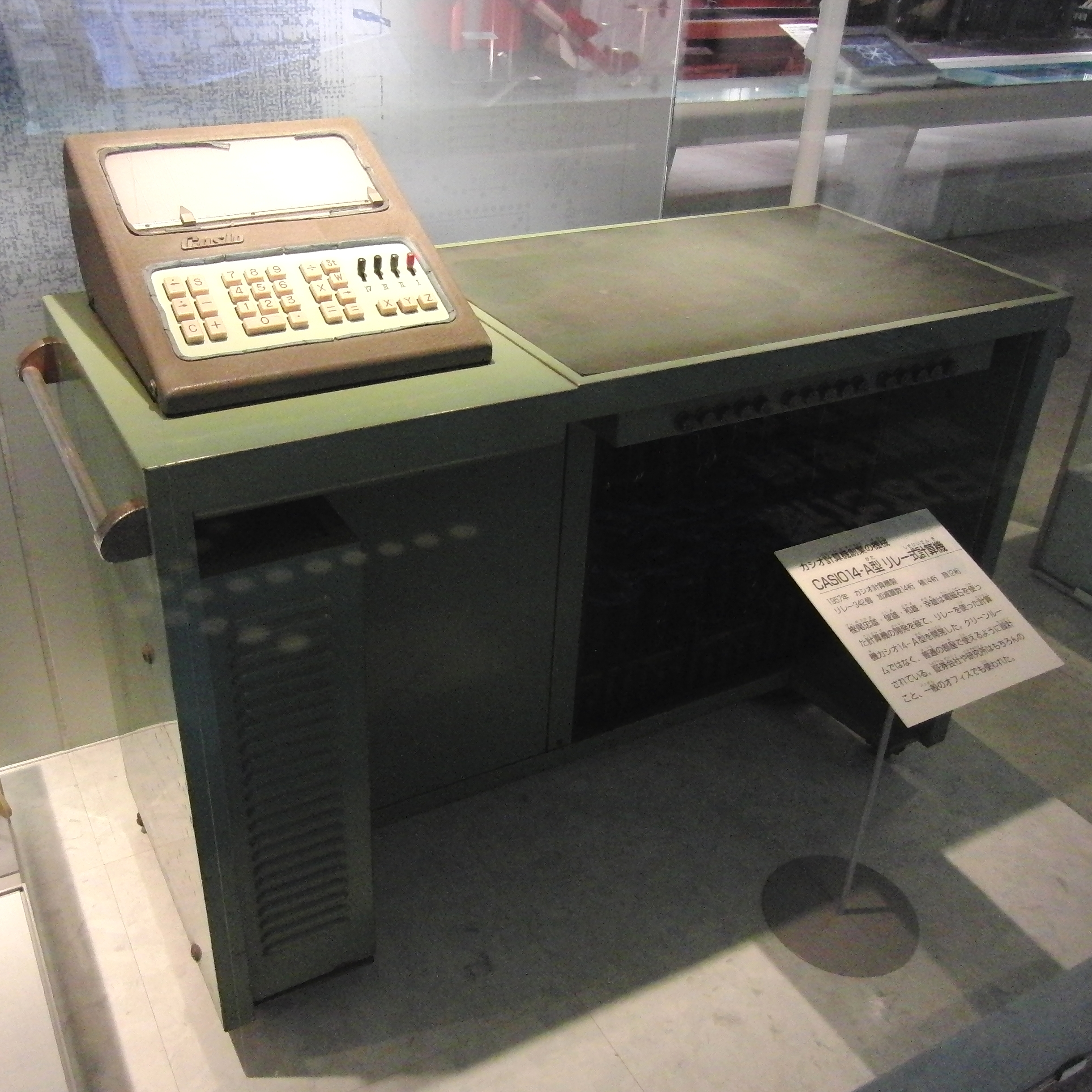
カシオ リレー式計算機 14-A（国立科学博物館の展示）

電卓以前の計算機械の歴史などについては計算機の歴史や機械式計算機の記事を参照のこと。ここではそれらであまり触れられていない点について述べる。
19世紀に機械式のキャッシュレジスターが発明され、店頭の代金の勘定のような簡単な処理が機械で行われるようになった。のちに電動化され、高級モデルは電動となる。
今日の電卓のような、ポケットに入る計算機器には、クルタのような特別に小型の機械式計算機の他に、そろばんや計算尺やen:Addiatorのような器具があった。
電卓と同程度のスペックの機械としては、電子式以前にリレー式のものがあった。日本では、カシオ計算機がまず機械電磁式の計算機を開発するが商品化には至らず、その後1957年に完成させた14-Aが最初に商品化されたリレー式の計算機である。これは机程度の大きさであった。リレー式の計算機はその後、タイプライタと連動し伝票を打ち出す「作表計算機」TUC、計算手順を自動実行できるAL-1など、電卓登場以前の一時代を築いた。
大井電気はパラメトロンを使った計算機（筐体の1辺が500mm程）を作っており、1963年夏に試作完成させている。

### 電卓の登場 - 1960年代前半
1960年代に登場した電卓は、重量が15kgから20kg以上、消費電力も50Wから100Wを超える大型の卓上計算機だった。また、当時の物価からすると電卓はまだ高価なもので、1964年頃の製品は車1台分の値段だった。電卓は、1970年頃までは主に企業向けに販売された。1970年頃から激化した電卓戦争により価格が急激に下落し、個人でも手にすることのできる製品となった。
- 1963年 - 世界初の電卓 Anita Mark8(en)/英 Bell Punch and Sumlock-Comptometer(en)
  - Mark8は真空管式の電卓。日本のメーカー数社はこれを輸入し分解・研究した。他にブラウン管表示のFriden(en) EC-130がありそちらはトランジスタ。
- 1964年 - 日本の電卓元年。以下、特記あるものを除き、どれも（表示管などを除き）オールトランジスタである。
  - 早川電機（現シャープ）がコンペットCS-10Aを3月に発表。厚さ25cm、重量25kg、部品総数1万5000個、消費電力90w。6月に535,000円で発売した[14]。これは当時の普及していた電動の機械式計算機が50万円台であり部長クラスの権限で決裁できる上限でもあったため、大きさと価格の目安となった。開発チームは安価なラジオ用のトランジスタを用いるなど工夫を重ねたものの、50万円を超えてしまった。しかし一割引（実売価格）なら50万を切るので目標達成ということになった[15]。テンキー式ではなく各桁毎に1～9の数字が並ぶフルキー方式だった。また、まだ試作品であったがソニーが MD-5 を新聞発表したのはCS-10Aのそれと同日であった[12]。なお、ソニーが「Sobax」として市場投入したのは1967年であった。
  - 同年5月のビジネスシヨウではキヤノンと大井電気（これは前述のパラメトロン式）も展示している。
  - キヤノンには社内にレンズの光学計算という需要があった[注釈 4]。前年に試作機を完成し、展示会で好評のため商品化に踏み切り、64年秋からCanola 130を販売した。同機は販売された電卓としては初となる[注釈 5]テンキー方式を採用し、現在に近い操作性をもっているのが大きな特徴である。
  - 前述の大井電気のパラメトロン式計算機は1964年4月から販売された。高価格（80万円）で消費電力が大きい（300W）という問題もあり、3号モデルまで改良されたが撤退した[12]。
- 1965年 - カシオも電卓に参入、カシオ001型を9月に発売、380,000円。同社のリレー式計算機と同様の定数機能を持っており、電卓では初。カシオは「究極のリレー式」と言えるようなモデルの開発を進めていたが、同年5月に代理店を集めて発表した際の代理店担当者の失望を見て、急遽試作中の電子計算機を見せ[注釈 6]、切り替えを決断。3箇月で電子式を完成させ製品化した。
- 1966年7月 - 日本計算器販売（1970年ビジコンに社名変更）、Busicom 161発売。記憶にトランジスタを直接使うのではなく、コアメモリを採用することで298,000円の価格設定に成功。価格の安さで大ヒット商品となり、たちまち電卓市場の10%のシェアを確保するが、三菱電機のダイオードの供給によって制限がかかり、それ以上シェアが伸びなかった[16]。
  - 電卓市場に価格破壊の第1波をもたらす。ビジコンは電卓の風雲児として名をはせることになった。その後も洗練されたポータブルなポケット電卓を登場させたり、インテルのマイクロプロセッサ4004の開発にも関わるなど、異彩を放った。

### ICの採用、LSIの採用 - 1960年代後半
この頃は、名称もまだ一定していなかった。「電卓」という語については日本国語大辞典が1970年の用例を収録しているが、その一方で1970年代前半の製品でも「電子計算尺」「電子ソロバン」といった名称のものがあった。
- 1966年 - IC を一部採用した電卓が現れる。
  - 電卓の価格引下げと小型化には従来のトランジスタとダイオードを用いた製品では限界があり、ここで IC が注目されることになった。IC を採用することで、部品点数を減らし、コストを低減することが可能になった。このようにICやLSIに多くの機能を集積し、高機能化と小型化・低価格を進めていく考え方は、現在のパーソナルコンピュータでも生きている重要な考え方である。
- 1967年 - アメリカのテキサス・インスツルメンツが携帯型電卓Cal-Techを開発。
  - ICを使用し、重量1.28kgと従来の電卓に比べて小型化した。このときは商品化されず試作にとどまったが、1970年10月にCal-Techをベースに改良したものがキヤノンから製品化された (Pocketronic)。

### 価格破壊の進行 - 1970年代前半
価格の下落とともに、電卓は企業で使用される業務用計算機から個人が所有する身近なツールへとすそ野を広げていった。また、この過程で世界初とされるマイクロプロセッサのひとつで、インテルのCPUのルーツである4004、マイクロコントローラの先祖とされるTIのTMS0100シリーズ、フェアチャイルドPPS25などが誕生している。
- 1969年 - シャープが世界初のLSI電卓Micro COMPET「QT-8D」を開発。
  - LSI4個、IC2個、幅135mm、奥行247mm、厚さ72mm、1.4kgで構成された（電池駆動はできない）。価格も99,800円と10万円を切ったことで、当時、爆発的なヒット商品になった。同時期はアメリカでアポロ宇宙船が人類初の月面着陸を実現した頃で、アポロ宇宙船に搭載された機器の集積回路に採用されたMOSをQT-8Dも使用したので、「アポロが生んだ電子技術」というキャッチフレーズがついた。このLSIの製造はロックウェル・インターナショナルが担当した。
- 1971年1月 - ビジコン ワンチップポケット電卓「BUSICOM LE-120A」発売。
  - 単3電池による電池駆動、64mm×22mm×123mm、重量わずか300g（電池を含む）、洗練されたデザインをもつポケットサイズ電卓。89,800円。パーソナル電卓の時代の到来を予感させる製品。愛称「てのひらこんぴゅうたぁ」、小林亜星をテレビコマーシャルに起用、これが彼の初テレビコマーシャル出演。
- 1971年 - 電卓戦争が激化、価格破壊の波が押し寄せる。
  - 米テキサス・インスツルメンツ (TI) のLSI「TMS-0105」[19]を採用した電卓が登場した。TMS-0105は、4ビットMPUとメモリであるRAMやプログラムを格納するROMをワンチップ化したものに電卓用のプログラムを搭載したもので、マイクロコントローラの祖先にあたる。キー入力処理から演算、表示制御までを1つのLSIでこなせる製品だった。このため、ちょっとした製造技術があれば、キーと表示装置と電源をつけることで簡単に自作の電卓が作ることができるようになった。このLSIの登場で、電卓の組み立てと販売だけを手がけるメーカーが乱立し、同年の市場一覧（1972年版日本事務機械年鑑）では、33メーカー・36ブランド・210機種が出されたとされる[20]。そのため、電卓の価格は一気に半減し、電卓市場の価格破壊が進んだ。
  - 例えば、同年5月、立石電機（現在のオムロン）が他社で89800円で販売していた機能を49800円で実現した「オムロン800」を発売し「オムロンショック」と呼ばれ[21]、すかさずシャープが「EL-801」を39800円で、カシオが「AS-8D」を38800円で発売というデットヒート状態であった[22][23][24]。
- 1971年10月 - ビジコン 141-PF発売。
  - 世界初のマイクロプロセッサ・インテル4004の開発のきっかけとなった電卓。電卓も用途によってさまざまな仕様の要求があり、細かい仕様ごとにそれぞれ専用のLSIを製作していたのでは開発の労力やコストも大きなものになる。そこで、汎用のマイクロプロセッサを用い、計算プログラムで計算機の機能を実現させ、プログラムを入れ替えることで細かな要求に対応しようとする考え方が生まれた。この過程で4004が誕生する。
- 1972年 - ヒューレット・パッカード HP-35。
  - ポケット関数電卓。この年カシオも同社初の関数電卓FX-1を発売（ポケットサイズではないが）。関数電卓により、機械式計算機に続き計算尺も置き換えられてゆくことになる。
- 1972年8月 - カシオ カシオミニ、12,800円。
  - スクロール可能な6桁表示12桁計算で低価格に抑え、パーソナル向けで大ヒットした。電卓の価格破壊とパーソナル化を象徴する製品。発売から1年5ヶ月ほどの間に200万台販売し、電卓は個人でも手軽に手にすることのできる時代となった。この後も、電卓の価格破壊は進み、1975年には5,000円を下回るようになった。この間に価格下落に伴うメーカーの撤退や倒産が相次ぎ、市場淘汰が進んだ結果、シャープ、カシオなど主だったメーカーに集約された。

### 高付加価値化 - 1970年代後半
価格下落が一段落してくると、価格競争とは別に使い勝手をよくする高付加価値化の方向でさまざまな試みが行われ、実用化されていった。液晶の採用、超小型化・薄型化（カードサイズ電卓）、太陽電池の採用、高機能化（電子辞書、電子手帳、後には携帯情報端末（PDA）へと発展した）などがある。
- 1971年 - ビジコンが世界初の液晶表示を採用したLC-120を1月に発表。しかし液晶の安定化に手間取り、製品化されることはなかった。
- 1972年 - ビジコンがLE-120Gを発売。ハードウェアはLE-120Aと同等仕様だが、筐体に純金メッキを施した装飾品として販売された。このころから装飾としての付加価値をビジコンは模索していたらしく、同年三越デパート向けにLE-120Tという円形の装飾電卓を「はんさむこんぴゅうたぁ」という愛称で発売している。
- 1973年 - シャープで、鷲塚諫を中心とするグループが、液晶を表示装置に使った本格的な電卓、EL-805「エルシーメイト」を開発、商品化。
  - この電卓は195g と、初期の20kg-30kg もある電卓や1970年頃の1kgぐらいのポータブル電卓の時代から比べても一段と小型軽量化した。また、低消費電力化が進み、電池（単3電池）で連続使用100時間もの長時間駆動ができるようになっていた。
- 1974年 - プログラム可能な電卓 HP-65。
- 1976年 - 太陽電池を搭載した電卓が現れる。
  - シャープ EL-8026。こちらは、充電式のボタン電池と併用するタイプの電卓。その後、太陽電池だけで駆動可能な電卓も現れた。
- 1976年 - 米テキサス・インスツルメンツ (TI)  TI-30 25$

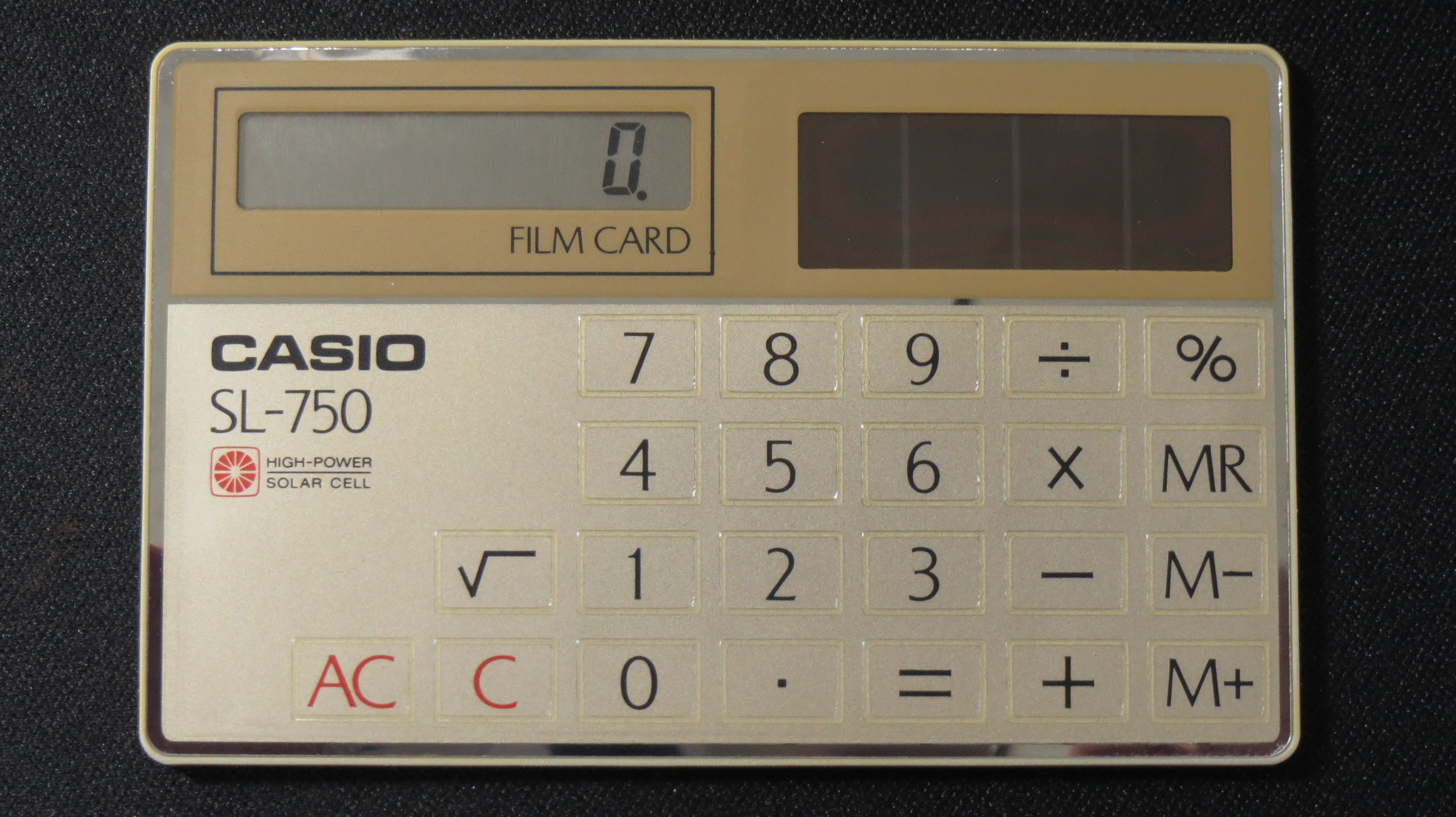
CASIOが販売していたカード型電卓のSL-750。厚さは2mm。

- - 世界で最も多く販売された電卓と紹介されている。電圧 9V で駆動する関数電卓。→ en:TI-30（Wikipedia英語版）
- 1976年 - テキサス・インスツルメンツが電卓型の児童向け学習計算機「リトル・プロフェッサー（英語版）」を発売。日本ではエポック社が「算数メイト」、シャープが「さんすう博士」として発売し、一定の成功を収めた。
- 超小型、薄型の電卓の登場。
  - 1978年 - カシオ 名刺サイズ電卓「カシオミニカード」(LC-78) 発売。厚さ3.9mm、
  - 1979年 - シャープ EL-8152。36g、厚さ 1.6mm。
  - 1985年には厚さ0.8mm、重さ11gの電卓も出ている。すでに実用上の限界の域に到達した。
- 1980年 - カシオ MG-880「デジタルインベーダー」で「ゲーム電卓」のジャンルを新たに築く。当時の電子ゲーム流行の波に乗り、大手電卓メーカーから多数のゲーム電卓がリリースされた。
- 高機能化

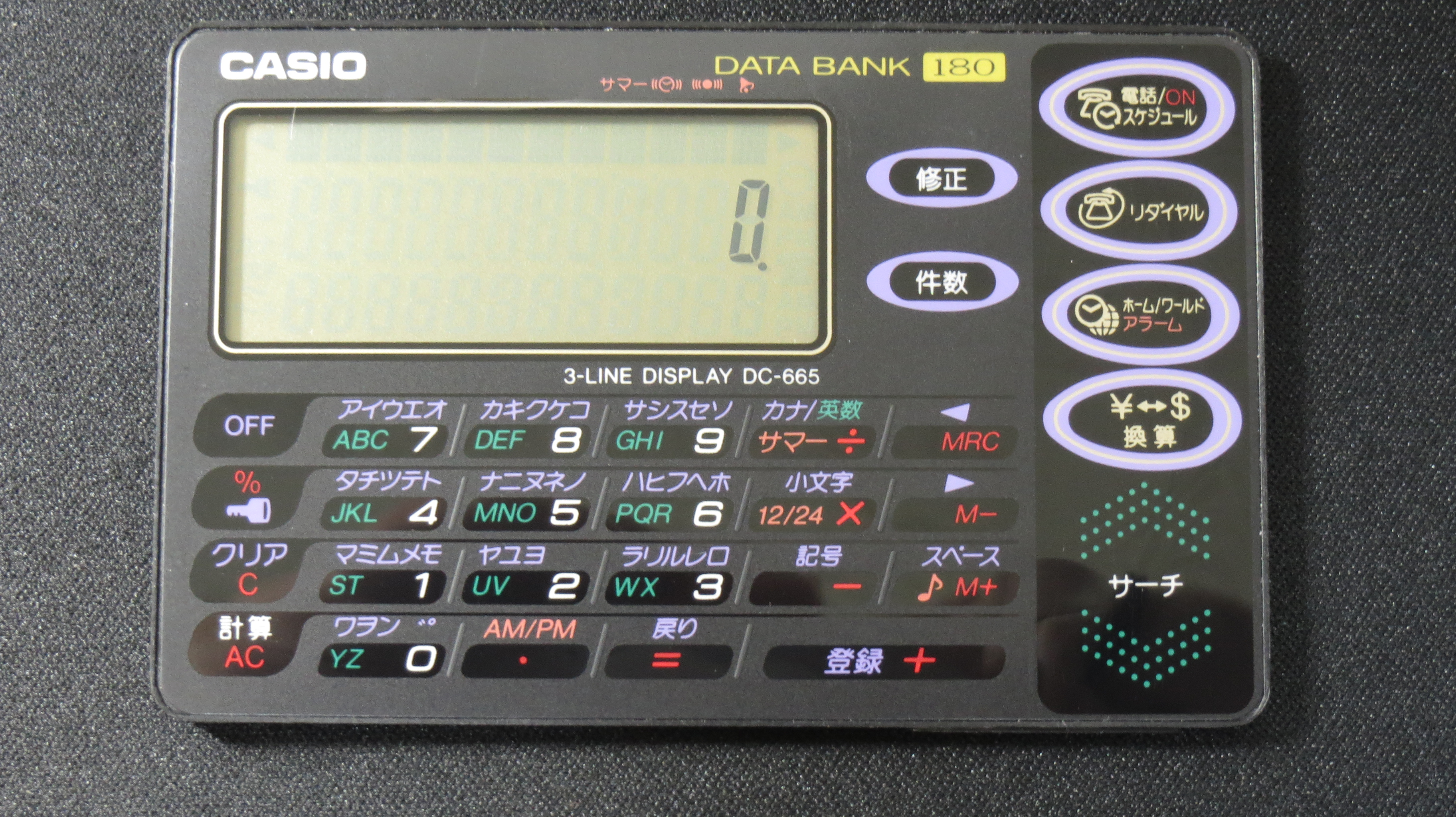
電子手帳機能を持つカード型電卓のCASIO DC-665

- - 1980年代には辞書機能やカロリー計算機能を搭載する電卓も現れた。その後、電話番号と名前が英数カナで登録できるデータバンク機能を搭載するカード型電卓が登場し、それが発展して電子手帳へ、さらにはパソコン用ソフトのアイディアも取り込みながら1990年代には携帯情報端末 (PDA) へと発展した。それとは別に電子辞書が、画面の大型化・収録コンテンツの多様化などで独自の発展を築いていった。

### ポケットコンピュータとグラフ電卓の登場 - 1980年代

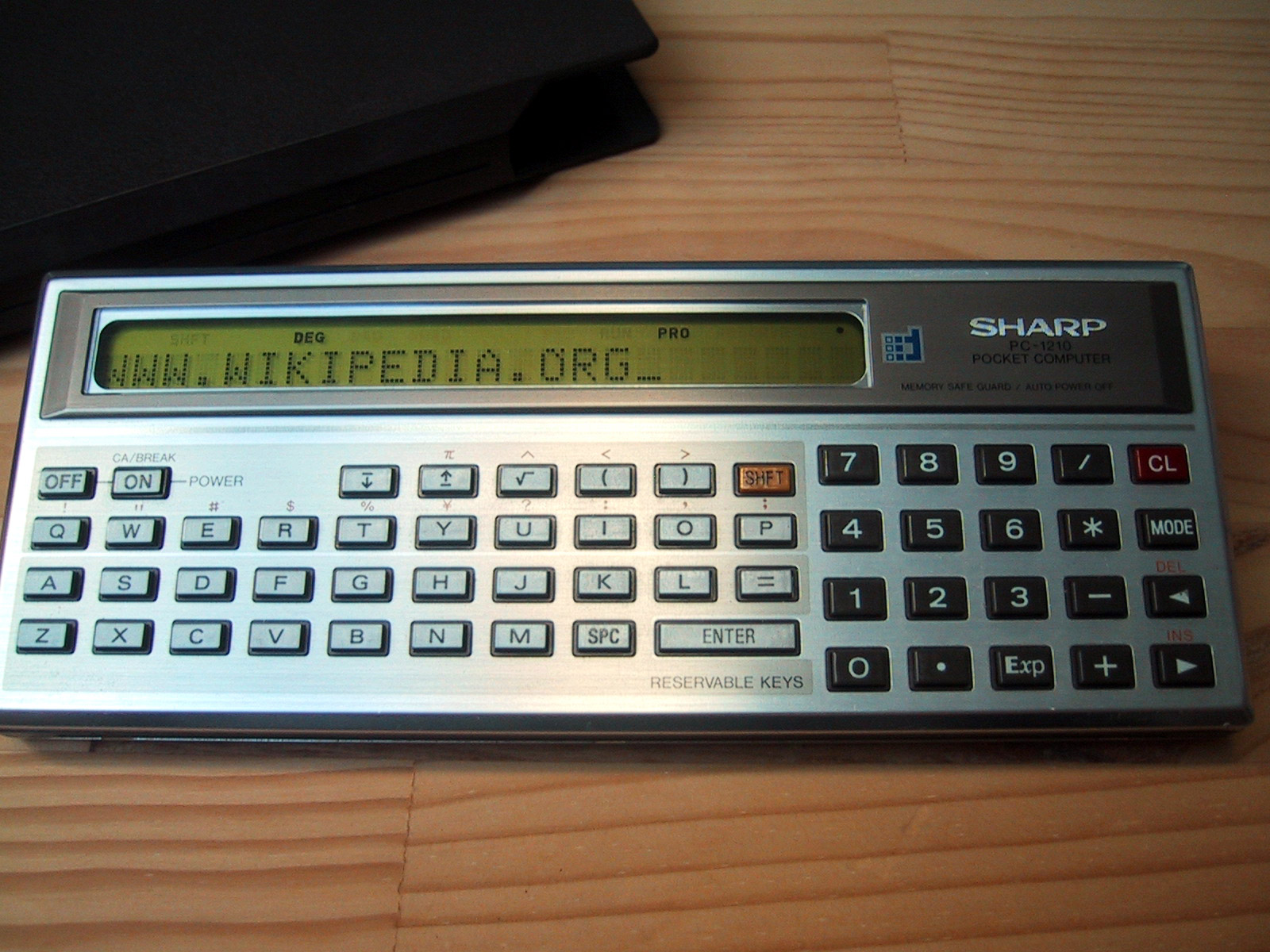
世界最初のポケットコンピュータ SHARP PC-1210

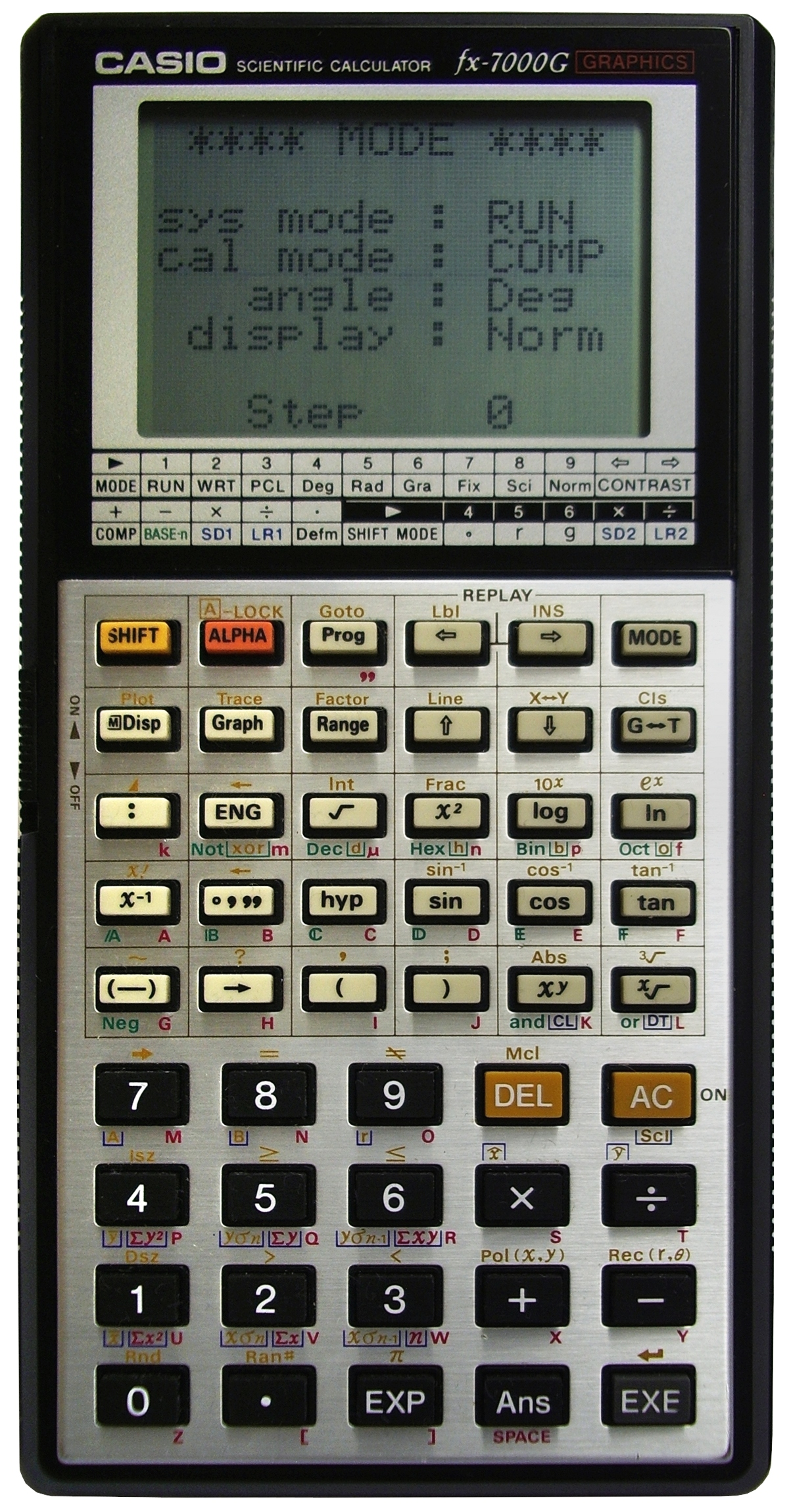
世界最初のグラフ電卓 CASIO fx-7000G

関数電卓とプログラム電卓はさらに進化して、ポケットコンピュータやグラフ電卓に進化した。
ポケットコンピュータは QWERTY配列キーボードを搭載し、高級言語 BASIC が使えるため、プログラム電卓よりもプログラミングが容易であった。そのため、PCが普及する前はよく使われていた。
グラフ電卓はプログラム電卓にグラフを描画する機能が追加されたものである。プログラミング可能であるが、QWERTY配列キーボードを搭載しているものは少数派である。アプリケーションのインストールが可能だったり、CAS（数式処理システム）を搭載したものもある。タッチパネルを搭載したものまである。
- 1980年にSHARPが世界最初のポケットコンピュータPC-1210/1211を発売した。
- 1985年に世界初のグラフ電卓 CASIO fx-7000G が登場した。その後、各社が後を追った。
  - 1986年にシャープが自社最初のグラフ電卓 EL-5200 を発売。
  - 1987年にヒューレット・パッカードが自社最初のグラフ電卓 HP-28C を発売。
  - 1990年にテキサス・インスツルメンツが自社最初のグラフ電卓 TI-81 を発売した。他社は工学向けだったが、本機は当初から教育向けだった。

### 現代 - 1990年代以降
普通電卓と事務用電卓に関しては、完全にコモディティ化する。
- コンピュータのソフトウェアに「電卓」が現れる。小物アプリケーションとして、GUI環境のデスクトップという「卓上」で使われる。またそれにより携帯情報端末など持ち運べるコンピュータが電卓代わりになる。
- 携帯電話端末にも電卓機能を備えるようになった。
- オフィス等において表計算ソフト等を使う機会が増え補助的に使われることが多くなりマウス、テンキー機能を搭載したものが発売されるようになった。
- 低価格化が進み日本メーカーでは海外生産品がほとんどとなり、100円ショップなどでもソーラー電池搭載モデルが販売されるようになった。

PCの普及によりポケットコンピューターは衰退していった。工学向けのグラフ電卓も同様に衰退していった。
しかし、テキサス・インスツルメンツは自社初のグラフ電卓 TI-81（1990年）を教育向けに作ることによって活路を見出した。
- 1995年 ヒューレット・パッカードが自社最初の教育向けグラフ電卓 HP 38G を発売した。
- 2004年 テキサス・インスツルメンツが教育向けグラフ電卓 TI-84 Plus を発売し、アメリカ合衆国のグラフ電卓市場を独占し、莫大な利益を稼ぐようになる。

グラフ電卓の目的は工学から教育に方向転換を余儀なくされたが、その流れについていけなかったシャープはグラフ電卓から撤退した。
ヒューレット・パッカードは工学向けと教育向けの二足のわらじを履いた結果、シャープ同様にその流れについていけなくなり、2017年現在は HP Prime しかグラフ電卓を発売していない。現在のグラフ電卓市場はテキサス・インスツルメンツとカシオの2社がほとんどを占めている。

## 主な国内メーカー
現在、製造販売している主なメーカー
- カシオ計算機
- シャープ
- キヤノン
- 保土ヶ谷電子販売[25]

- シー・アンド・シー株式会社 - 1992年にリフィール電卓を開発[26]。現在も、システム手帳用の電卓を製造販売している[27]。

その他にも、ナカバヤシや アスカ（Asmix）も販売している。
過去に、製造販売していた主なメーカー
詳細は「電卓博物館」を参照。